# Ébano
Ébano é a designação comum às árvores do gênero Diospyros, da família das ebenáceas, em particular as pertencentes à espécie Diospyros ebenum. Estas árvores produzem uma madeira nobre e na maior parte das vezes muito escura e densa. De origem africana, é rara e muito utilizada na fabricação de mobiliário, instrumentos musicais e objetos decorativos.
O termo ébano também é muito aplicado em referência à raridade da cor negra que possua grande valor, assim como em elogio a pessoas negras.
No fabrico de instrumentos musicais, o ébano, após mineralização, é utilizado para fabricar o espelho dos violinos, as teclas pretas dos pianos e outros instrumentos de corda, por se tornar um mineral resistente, duradouro e bonito. O ébano é utilizado na construção do clarinete, da flauta transversal, do oboé e do corne inglês por ser uma madeira muito dura. Além disso, é uma das madeiras mais utilizadas para a confecção das peças pretas do Xadrez. A madeira também é muito utilizada para construção de escalas para guitarras elétricas.